# Supplement au Dictionaire des Jardiniers
Supplement au Dictionaire des Jardiniers (abreviado Suppl. Dict. Jard.) es un libro con ilustraciones y descripciones botánicas que fue escrito por el botánico francés Laurent Marie Chazelles de Prizy y publicado en 2 volúmenes en los años 1789 y 1790, con el nombre de Supplément au Dictionnaire des Jardiniers, qui comprend tous les genres et les espèces de plantes non détaillées dans le dictionnaire de Miller, avec leurs descriptions et l'indication de la manière de traiter un grand nombre de ces plantes.